# Kathrin Stutz
Kathrin Stutz (* 1957) ist eine Schweizer Politikerin (Grüne).

## Leben
Kathrin Stutz ist Juristin und leitete von 1996 bis zu ihrer Pensionierung 2021 die Zürcher Rechtsberatungsstelle für Asylsuchende ZBA. Sie lebt in Zürich.

## Politik
Im April 2022 konnte Kathrin Stutz für die zurückgetretene Nora Bussmann Bolaños in den Kantonsrat des Kantons Zürich nachrücken. Sie ist Mitglied der Kommission für Justiz und öffentliche Sicherheit.
Kathrin Stutz ist seit 2022 Mitglied der Kreisschulbehörde Waidberg.